# Dylan Hunter
Pour les articles homonymes, voir Hunter.
Dylan Hunter (né le 21 mai 1985 dans la ville de Québec, Québec au Canada) est un joueur professionnel canadien de hockey sur glace devenu entraîneur.

## Carrière de joueur
Né dans la ville de Québec alors que son père, Dale, évoluait pour les Nordiques de Québec. Il joua son hockey junior avec les Knights de London, équipe dirigé alors par son père (président et entraîneur-chef) et son oncle (directeur général et vice-président), l'ancien joueur Mark Hunter. Il y gagna la Coupe Memorial en 2005 en plus d'être nommé à deux reprises sur une équipe d'étoiles de la Ligue de hockey de l'Ontario.
Il fut sélectionné au repêchage de la Ligue nationale de hockey en 2004 par les Sabres de Buffalo.

## Statistiques
| Saison    | Équipe                 | Ligue          |    | Saison régulière | Saison régulière | Saison régulière | Saison régulière | Saison régulière |    | Séries éliminatoires | Séries éliminatoires | Séries éliminatoires | Séries éliminatoires | Séries éliminatoires |
| Saison    | Équipe                 | Ligue          | PJ | B                | A                | Pts              | Pun              | PJ               | B  | A                    | Pts                  | Pun                  |                      |                      |
| 2001-2002 | Knights de London      | LHO            | 54 | 6                | 21               | 27               | 38               | 6                | 1  | 1                    | 2                    | 10                   |                      |                      |
| 2002-2003 | Knights de London      | LHO            | 68 | 11               | 31               | 42               | 41               | 14               | 3  | 3                    | 6                    | 8                    |                      |                      |
| 2003-2004 | Knights de London      | LHO            | 64 | 26               | 53               | 79               | 47               | 15               | 4  | 10                   | 14                   | 10                   |                      |                      |
| 2004-2005 | Knights de London      | LHO            | 67 | 31               | 73               | 104              | 64               | 18               | 10 | 11                   | 21                   | 16                   |                      |                      |
| 2005      | Knights de London      | Coupe Memorial | -  | -                | -                | -                | -                | 4                | 1  | 4                    | 5                    | 6                    |                      |                      |
| 2005-2006 | Knights de London      | LHO            | 62 | 32               | 85               | 117              | 50               | 19               | 13 | 23                   | 36                   | 16                   |                      |                      |
| 2006-2007 | Americans de Rochester | LAH            | 67 | 8                | 20               | 28               | 42               | 6                | 1  | 2                    | 3                    | 2                    |                      |                      |
| 2007-2008 | Americans de Rochester | LAH            | 70 | 20               | 27               | 47               | 69               | -                | -  | -                    | -                    | -                    |                      |                      |
| 2008-2009 | Pirates de Portland    | LAH            | 45 | 3                | 13               | 16               | 24               | -                | -  | -                    | -                    | -                    |                      |                      |
| 2009-2010 | Grizzlies de l'Utah    | ECHL           | 43 | 18               | 35               | 53               | 24               | 9                | 0  | 5                    | 5                    | 6                    |                      |                      |
| 2009-2010 | Aeros de Houston       | LAH            | 1  | 0                | 0                | 0                | 0                | -                | -  | -                    | -                    | -                    |                      |                      |
| 2009-2010 | Americans de Rochester | LAH            | 10 | 1                | 1                | 2                | 2                | -                | -  | -                    | -                    | -                    |                      |                      |
| 2009-2010 | Admirals de Milwaukee  | LAH            | 9  | 1                | 1                | 2                | 2                | -                | -  | -                    | -                    | -                    |                      |                      |
| 2010-2011 | Cyclones de Cincinnati | ECHL           | 24 | 7                | 15               | 22               | 37               |                  |    |                      |                      |                      |                      |                      |
| 2010-2011 | Admirals de Milwaukee  | LAH            | 37 | 2                | 3                | 5                | 21               | 5                | 0  | 0                    | 0                    | 2                    |                      |                      |

## Trophées et honneurs personnels
- Ligue de hockey de l'Ontario
  - 2005 : nommé dans la 1re équipe d'étoiles
  - 2006 : nommé dans la 2e équipe d'étoiles
- Coupe Memorial
  - 2005 : remporta la Coupe Memorial avec les Knights de London

## Parenté dans le sport
- Fils du joueur Dale Hunter
- Neveu des joueurs Dave et Mark Hunter